# Orocrambus harpophorus
Orocrambus harpophorus là một loài bướm đêm trong họ Crambidae.